# Cueva de Ajshtir
La cueva de Ajshtir o cueva Bolshaya Kazachebródskaya (del ruso: Ахшты́рская пеще́ра, Большая Казачебродская) es una cueva situada en una terraza del cañón de Ajshtir en el río Mzimta, al norte de Kazachi Brod y Ajshtir. Pertenece administrativamente al distrito de Ádler de la unidad municipal de la ciudad-balneario de Sochi del krai de Krasnodar de Rusia.

## Características
La boca de la cueva está situada 120 m sobre el curso del río, 185 m sobre el nivel del mar. Penetra en la roca 160 metros, primero por un pasillo de 20 m para desembocar en dos salas, de 10 m de altura por 8 de anchura. En la parte más profunda aumenta la cantidad de arcilla en varios estrechos pasillos sin salida.

## Historia
Fue descubierta para la ciencia el 15 (23) de septiembre de 1903 por el científico francés Édouard-Alfred Martel y el habitante de Kazachi Brod Gavril Revinko. 
En 1936 el arqueólogo Serguéi Nikoláyevich Zamiatnin descubrió restos de ocupación prehistórica y en 1937 y 1938 llevó a cabo la excavación y estudios de los mismos. Entre 1961 y 1965 se reanudaron las excavaciones por los arqueólogos de Leningrado M. Z. Panichkin y Ye. A. Velikov. La capa con ocupación humana, de 5 m de espesor, comprendía materiales desde el Paleolítico medio a la Alta Edad Media. Nuevas investigaciones se dieron entre 1999 y 2008. En el conjunto de las excavaciones se recogieron más de seis mil fragmentos óseos, el 92% de los cuales pertenecían al oso de las cavernas, y el resto de ciervos, bisontes, cabras, lobos, zorros y otros animales. Las investigaciones llegaron a la conclusión de que los primeros en establecerse en la cueva de Ajshtir fueron neandertales que lo hicieron alrededor de 70.000 años atrás. Tras esta ocupación hubo una pausa de unos 20.000 años, hasta que en 35-30000 años pasaron a ocuparla los humanos modernos, los cromañón.

## Protección y visitas
En 1978, se otorgó a la cueva era la condición de "monumento único de la arquitectura prehistórica" y su entrada fue cerrada colocando en el pasillo inicial una reja de hierro. En 1999 la cueva fue adaptada para la visita del público y equipada con iluminación artificial, escaleras y pasos para un recorrido de visita.